# 徐世琛
徐世琛（？—？），浙江湖州人，清朝政治人物。监生出身。
咸丰八年（1858年），擔任清朝廣州府新安縣知縣。后由鄭曉如接任。